# Panamerikanische Spiele 2019/Wasserspringen
Bei den Panamerikanischen Spielen 2019 in Lima fanden vom 1. bis 5. August 2019 im Wasserspringen zehn Wettbewerbe statt. Austragungsort war das Aquatics Centre.
Für die Wettbewerbe hatten sich insgesamt zwölf Nationen qualifiziert, in denen 70 Athleten an den Start gingen.

## Wettbewerbe und Zeitplan
Insgesamt zehn Wettbewerbe wurden im Rahmen der Spiele im Wasserspringen ausgetragen. Dazu zählten je drei Einzel-Wettbewerbe sowie je zwei Synchron-Wettbewerbe bei den Männern und Frauen.

## Ergebnisse

### Männer

#### 1 m Kunstspringen
| Platz | Land               | Athlet             |
| ----- | ------------------ | ------------------ |
| 1     | Mexiko             | Juan Celaya        |
| 2     | Jamaika            | Yona Knight-Wisdom |
| 3     | Vereinigte Staaten | Andrew Capobianco  |

#### 3 m Kunstspringen
| Platz | Land      | Athlet          |
| ----- | --------- | --------------- |
| 1     | Kolumbien | Daniel Restrepo |
| 2     | Mexiko    | Juan Celaya     |
| 3     | Kanada    | Philippe Gagné  |

#### 10 m Turmspringen
| Platz | Land   | Athlet           |
| ----- | ------ | ---------------- |
| 1     | Mexiko | Kevin Berlín     |
| 2     | Mexiko | Iván García      |
| 3     | Kanada | Vincent Riendeau |

#### 3 m Synchronspringen
| Platz | Land               | Athleten                             |
| ----- | ------------------ | ------------------------------------ |
| 1     | Mexiko             | Yahel Castillo Juan Celaya           |
| 2     | Kanada             | Philippe Gagné François Imbeau-Dulac |
| 3     | Vereinigte Staaten | Michael Hixon Andrew Capobianco      |

#### 10 m Synchronspringen
| Platz | Land      | Athleten                               |
| ----- | --------- | -------------------------------------- |
| 1     | Mexiko    | Iván García Kevin Berlín               |
| 2     | Kanada    | Vincent Riendeau Nathan Zsombor-Murray |
| 3     | Brasilien | Isaac Souza Kawan Pereira              |

### Frauen

#### 1 m Kunstspringen
| Platz | Land               | Athlet         |
| ----- | ------------------ | -------------- |
| 1     | Vereinigte Staaten | Sarah Bacon    |
| 2     | Vereinigte Staaten | Brooke Schultz |
| 3     | Mexiko             | Paola Espinosa |

#### 3 m Kunstspringen
| Platz | Land               | Athlet            |
| ----- | ------------------ | ----------------- |
| 1     | Kanada             | Jennifer Abel     |
| 2     | Mexiko             | Dolores Hernández |
| 3     | Vereinigte Staaten | Brooke Schultz    |

#### 10 m Turmspringen
| Platz | Land   | Athlet           |
| ----- | ------ | ---------------- |
| 1     | Kanada | Meaghan Benfeito |
| 2     | Kanada | Caeli McKay      |
| 3     | Mexiko | Alejandra Orozco |

#### 3 m Synchronspringen
| Platz | Land               | Athletinnen                      |
| ----- | ------------------ | -------------------------------- |
| 1     | Kanada             | Jennifer Abel Pamela Ware        |
| 2     | Vereinigte Staaten | Brooke Schultz Sarah Bacon       |
| 3     | Mexiko             | Paola Espinosa Dolores Hernández |

#### 10 m Synchronspringen
| Platz | Land               | Athletinnen                       |
| ----- | ------------------ | --------------------------------- |
| 1     | Kanada             | Meaghan Benfeito Caeli McKay      |
| 2     | Mexiko             | Alejandra Orozco Gabriela Agúndez |
| 3     | Vereinigte Staaten | Amy Cozad Delaney Schnell         |

## Medaillenspiegel
| Platz  | Land               | Gold | Silber | Bronze | Gesamt |
| ------ | ------------------ | ---- | ------ | ------ | ------ |
| 01     | Mexiko             | 4    | 4      | 3      | 11     |
| 02     | Kanada             | 4    | 3      | 2      | 9      |
| 03     | Vereinigte Staaten | 1    | 2      | 4      | 7      |
| 04     | Kolumbien          | 1    | —      | —      | 1      |
| 05     | Jamaika            | —    | 1      | —      | 1      |
| 06     | Brasilien          | —    | —      | 1      | 1      |
| Gesamt | Gesamt             | 10   | 10     | 10     | 30     |